# Henning Schünhof
Henning Schünhof (* 2. August 1967 in Gehrden) ist ein deutscher Kommunalpolitiker der Sozialdemokratischen Partei Deutschlands. Seit Januar 2021 ist er Bürgermeister der Stadt Barsinghausen.

## Leben
Henning Schünhof wuchs in Winninghausen auf. Nach seinem Abitur begann er zunächst ein Studium der Elektrotechnik in Hannover, brach dieses aber aufgrund eines Jobangebots ab. Vor seiner Wahl als Bürgermeister arbeitete er bei einer Maschinenbaufirma in Rinteln. Schünhof ist seit dem Jahr 1985 Mitglied der SPD. Von Juni 2014 bis zu seinem Amtsantritt 2021 saß er für die SPD-Fraktion im Rat der Stadt Barsinghausen. Zudem war er nahezu 20 Jahre Ortsbrandmeister der Freiwilligen Feuerwehr Winninghausen und in den Jahren 2015 bis 2021 stellvertretender Stadtbrandmeister.
Am 15. November 2020 wurde er in der Stichwahl mit 57,5 % zum Bürgermeister von Barsinghausen gewählt.
Schünhof ist verheiratet und Vater von zwei Söhnen.